# CCTV模特电视大赛
CCTV模特电视大赛（又称：CCTV模特大赛）曾是央视举办的一个选美活动，不仅除了基本的选美功能外，还有艺术素养展示、服装设计展示等功能，曾举办过十一届，而后于2012年左右停办